# Switlana Matewuschewa
Switlana Walerijiwna Matewuschewa (ukrainisch Світлана Валеріївна Матевушева; * 22. Juli 1981 in Sewastopol) ist eine ehemalige ukrainische Seglerin.

## Erfolge
Switlana Matewuschewa nahm in der Bootsklasse Yngling an den Olympischen Spielen 2004 in Athen teil. Gemeinsam mit Hanna Kalinina war sie Crewmitglied von Rudergängerin Ruslana Taran und gewann mit diesen die Silbermedaille, als sie dank 50 Punkten hinter dem britischen und vor dem dänischen Boot Zweite wurde. Im selben Jahr gewann sie im Yngling Bronze bei den Europameisterschaften.